# Indian Airlines
Indian Airlines (Hindi: इंडियन एयरलाइन्स), of kortweg Indian (Hindi : इंडियन), was een Indiase luchtvaartmaatschappij met haar thuisbasis (belangrijkste hub) in Delhi.
Indian Airlines werd opgericht in 1953 door de nationalisatie en samenvoeging van 8 kleinere maatschappijen en de overname van Airways India.
Indian Airlines werkte nauw samen met Air India. In 2007 gaf de Indiase regering toestemming voor de fusie van de twee luchtvaartbedrijven. Air India voerde voornamelijk internationale vluchten uit, terwijl Indian Airlines was gespecialiseerd in binnenlandse routes. Alliance Air, een dochtermaatschappij van Indian Airlines, werd hernoemd naar Air India Regional als onderdeel van de fusie.
Rond de fusie bestond de vloot uit 58 toestellen (oktober 2007):
- 7 Airbus AB319-100
- 48 Airbus AB320-200
- 3 Airbus AB321-200